# Bzince
Bzince jsou vesnice, která leží v severozápadní části Považského Inovce ve výšce 210 m n. m.
Nejstarší písemná zmínka je z roku 1390, kdy se uvádějí pod jménem Pod. V dobách feudalismu patřili Bzince do panství Topoľčany. V roce 1531 byla celá obec vypálena. V roce 1921 měla obec 108 obyvatel. Obyvatelé se živili zejména zemědělstvím, v minulosti se věnovali také vinařství, tkalcovství a výrobě dřeváků. Škola v Bzincích vznikla v roce 1924, budovu vystavěli v roce 1935. V obci je kulturní dům, dům smutku, římskokatolický kostel a evangelická zvonice. Od roku 1976 jsou Bzince přičleněné k obci Radošina a tvoří její místní část. V současnosti mají 220 obyvatel.